# فرانسوا روم
فرانسوا روم (انگلیسی: François Rom؛ ۸ آوریل ۱۸۸۲ – ۲ فوریهٔ ۱۹۴۲) شمشیرباز اهل بلژیک بود.
وی در مسابقات کشوری و بین‌المللی در مجموع برندهٔ ۱ مدال طلا، ۱ مدال برنز شده‌است.